# Melanepalpus meraculus
Melanepalpus meraculus är en tvåvingeart som beskrevs av Henry J. Reinhard 1975. Melanepalpus meraculus ingår i släktet Melanepalpus och familjen parasitflugor.
Artens utbredningsområde är Colombia. Inga underarter finns listade i Catalogue of Life.